# Party for Two
Party for Two è un singolo della cantante canadese Shania Twain, pubblicato il 7 settembre 2004 come primo estratto dall'unico album di raccolta Greatest Hits. Esistono due versioni del brano: quella country cantata con Billy Currington e quella pop mix cantata invece con Mark McGrath.

## Successo commerciale
Il singolo ha ottenuto successo a livello mondiale arrivando a scalare anche le classifiche di diversi paesi europei.

## Video musicale
Il videoclip è stato girato a Londra. Ne esistono due versioni: quello per la versione country nel quale è protagonista Billy Currington e quello per la versione pop mix nel quale il protagonista invece è Mark McGrath. In entrambi i video compare anche la stessa Shania Twain.